# 应变片

一个典型的应变片，其主测试方向为水平方向。敏感栅外部的标记线便于粘贴时应变片对齐所测应变方向。

应变片（英語：strain gauge, strain gage）是一种用来测量物体应变的测试工具。1938年，它先后由Edward E. Simmons和Arthur C. Ruge各自独立地发明出来。一般地，应变片由绝缘基片与金属敏感栅组成。应变片需要使用正确的粘合剂与物体相连接，比如502胶水。当被测部件受外力变形时，敏感栅也随之变形，因此敏感栅的电阻值会产生相应的变化。通过惠斯通电桥可以测量到这个微小的阻值变化量，而通过应变片生产厂商标明的应变片系数可将测量得到的电阻变化量转换成实际应变值。

## 原理

导体的电阻与其长度成正比，与截面积成反比

应变片很好地利用了导体的物理特性和几何特性。当一个导体在其弹性极限内受外力拉伸时，其不会被拉断或产生永久变形而会变窄变长，这种形变导致了其端电阻变大。相反，当一个导体被压缩后会变宽变短，这种形变导致了其端电阻变小。通过测量应变片的电阻，其覆盖区域的应变就可以演算出来。应变片的敏感栅是一条窄导体条曲折排列成的一组平行导线，这样的布置方式可将基线方向的微小变形累积起来以形成一个较大的电阻变化量累计值。
应变片的测量对象只有其所覆盖区域的变形量，足够小的应变片可在诸如有限元式的应力分析当中使用。它被广泛应用于材料的疲劳测试研究当中。

## 应变系数
应变系数（gauge factor）{\displaystyle GF}定义为:
{\displaystyle GF={\frac {\Delta R/R_{G}}{\epsilon }}}
式中
{\displaystyle \Delta R} 表示应变引起的应变片电阻改变量；
{\displaystyle R_{G}} 为未变形时应变片电阻；
{\displaystyle \epsilon } 表示应变。
对于金属箔片式应变片，其应变系数通常为2左右。当一个应变片和三个等值电阻组成电桥时，电桥的输出电压{\displaystyle v}为：
{\displaystyle v={\frac {BV\cdot GF\cdot \epsilon }{4}}}
式中
{\displaystyle BV} 为电桥激励电压。
箔片应变片的测试区域的面积一般为2–10 mm2。